# São Tomé e Príncipe
São Tomé e Príncipe, oficialmente República Democrática de São Tomé e Príncipe, é um país insular localizado no Golfo da Guiné, na costa equatorial ocidental da África Central. Consiste em duas ilhas principais, as ilhas de São Tomé e Príncipe, que distam cerca de 140 km uma da outra e cerca de 250 e 225 km da costa noroeste do Gabão, respectivamente. Outros países próximos são a Guiné Equatorial e os Camarões.
As ilhas de São Tomé e Príncipe estiveram desabitadas até à sua descoberta pelos exploradores portugueses João de Santarém e Pedro Escobar em 1470. Gradualmente colonizadas pelos portugueses ao longo do século XVI, serviram de entreposto para o comércio de escravos no Atlântico. O rico solo vulcânico e a proximidade ao equador tornaram São Tomé e Príncipe ideal para o cultivo de açúcar, seguido mais tarde por outras culturas de rendimento como o café e o cacau, atividades fortemente dependente do trabalho de escravos africanos. Ciclos de agitação social e instabilidade económica ao longo dos séculos XIX e XX culminaram na independência pacífica em 1975. São Tomé e Príncipe, desde então, permaneceu como um dos países mais estáveis e democráticos de África.
Com uma população de 204 454 habitantes (estimativa de 2018), distribuídos em uma área total de 1 001 km², São Tomé e Príncipe é o segundo menos populoso Estado soberano africano, depois das Seicheles, bem como o menor país de língua portuguesa. Seu povo é predominantemente de ascendência africana e mestiça, com a maioria praticando o catolicismo romano. O legado do domínio português também é visível na cultura, nos costumes e na música do país, que fundem influências europeias e africanas.
Considerado um país subdesenvolvido, é esperado que São Tomé e Príncipe deixe esta classificação e se torne um país de renda média pela ONU em 2024.

## História

### Descobrimento

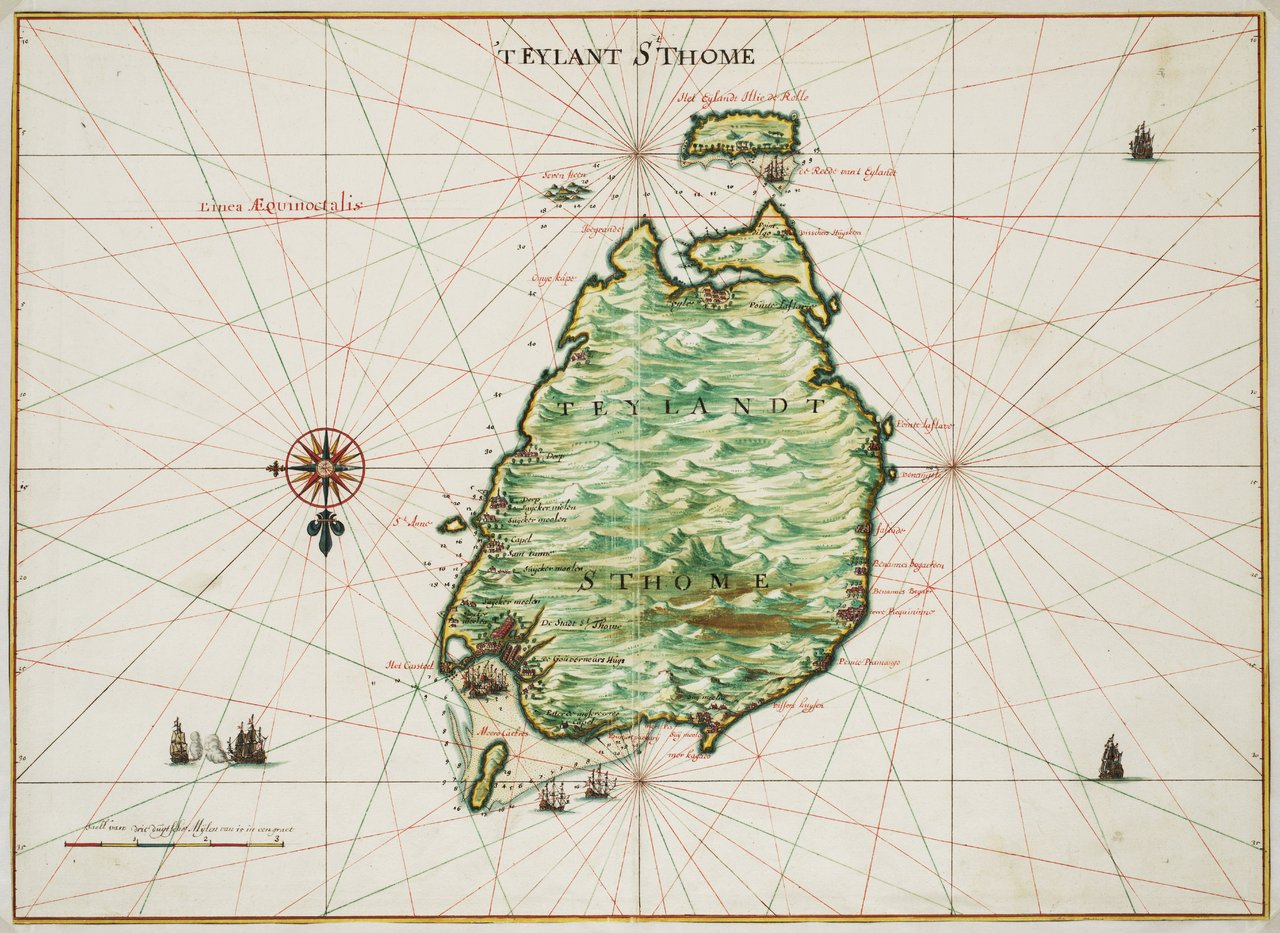
Mapa de São Tomé, feito por Johannes Vingboons, em 1665

Não se tem registo de ocupação humana nas ilhas de São Tomé e Príncipe anterior a 1470, sendo que as marcações históricas dão aos portugueses João de Santarém e Pêro Escobar o título de descobridores das Ilhas. Os navegadores portugueses exploraram as ilhas e decidiram que seriam boas localizações para as bases de comercialização com o continente.
A ilha de São Tomé foi descoberta em 21 de dezembro de 1470, por João de Santarém, no dia de São Tomé; 27 dias depois, em 17 de janeiro de 1471, no dia de Santo Antão, Pêro Escobar chega à ilha do Príncipe. Príncipe foi inicialmente chamado de Santo Antão ("Santo António"), mudando o seu nome em 1502 para a Ilha do Príncipe, em referência ao Príncipe de Portugal para quem foram pagos impostos sobre a produção de açúcar da ilha.
O primeiro assentamento bem-sucedido de São Tomé foi estabelecido em 1493 por Álvaro de Caminha, que recebeu a terra como uma concessão da coroa. Príncipe foi liquidado em 1500 sob um arranjo semelhante. A atração de colonos mostrou-se difícil, sendo assim, a maioria dos primeiros habitantes foram "indesejáveis" enviados de Portugal, a maioria judeus. Com o tempo, esses colonos encontraram no solo vulcânico da região o local adequado para a agricultura, especialmente o cultivo de açúcar.

### Colonização portuguesa

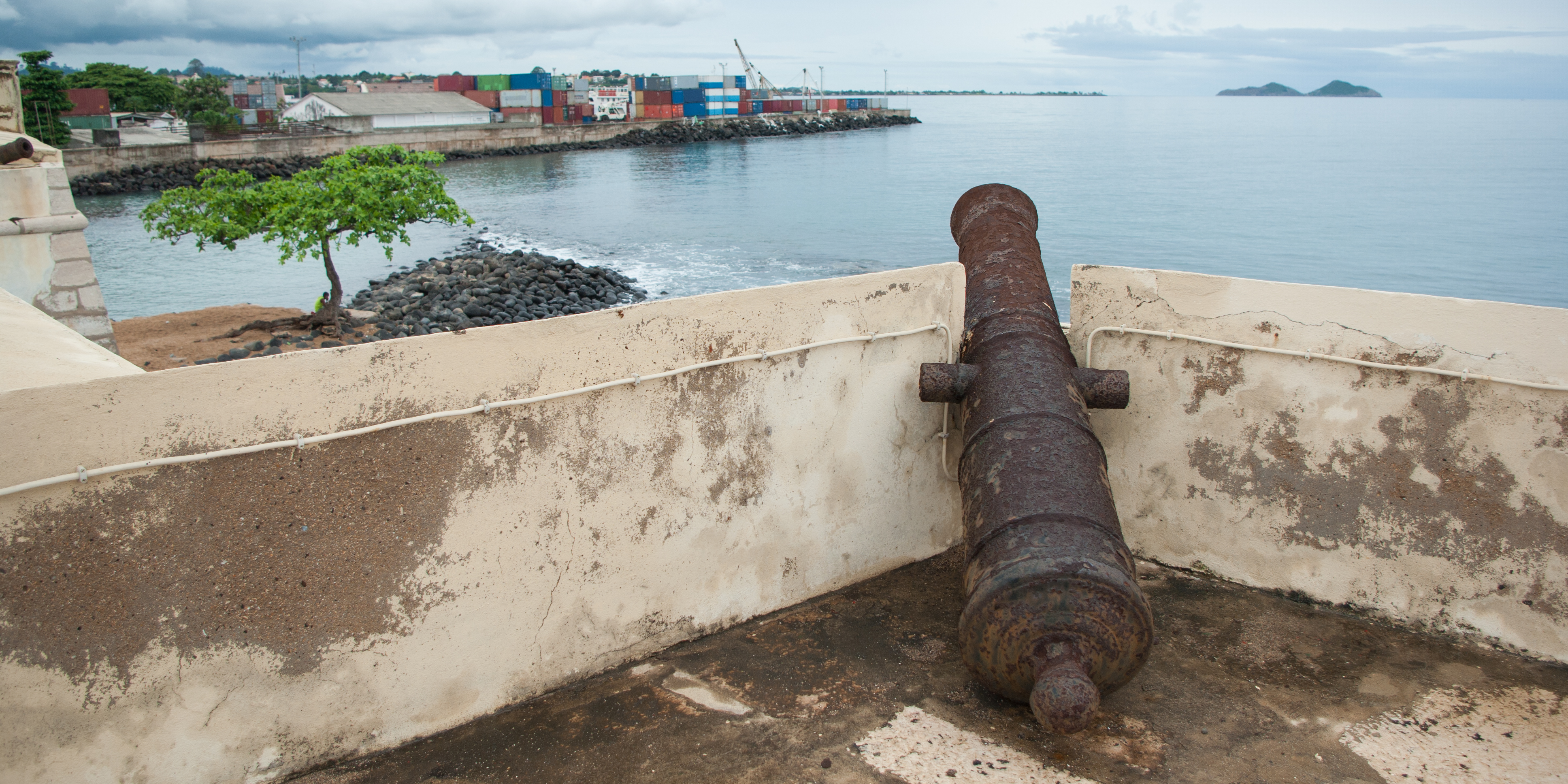
Canhão no Forte de São Sebastião, marco da presença portuguesa

A cana-de-açúcar e o cacau foram introduzidos nas ilhas e escravos africanos foram importados mas a concorrência da colónia portuguesa do Brasil e as constantes rebeliões locais levaram a cultura agrícola ao declínio no século XVI. Assim sendo, a decadência açucareira tornou as ilhas entrepostos de escravos.
No final do século XVI alguns conflitos severos ocorreram nas ilhas onde, na maior das revoltas internas, um escravo chamado Amador Vieira, considerado herói nacional, fundou o Reino dos Angolares, que controlou quase toda ilha de São Tomé.
As revoltas e conflitos criaram o ambiente propício para que uma esquadra neerlandesa ocupasse o arquipélago (além de São Tomé e do Príncipe, ainda agrupava administrativamente as ilhas de Bioco e Ano-Bom) em agosto de 1598, sendo derrotados e expulsos somente em outubro do mesmo ano, após contra-ataque liderado por João Barbosa da Cunha, que se tornou governador interino da ilha de São Tomé. No ano seguinte, os neerlandeses, liderados por Laurens Bicker, cercaram novamente a baía de Ana Chaves, contudo sem conseguir tomar a ilha de São Tomé por completo, sendo expulsos rapidamente. A maior empreitada neerlandesa porém ocorreu sob a alçada da Companhia Holandesa das Índias Ocidentais, que estabeleceu domínio na ilha de São Tomé entre 1641 e 1648, sendo expulsa após cerco naval lusitano durante a Reconquista de Angola e São Tomé. Em 1663 os neerlandeses ainda voltaram uma última vez, comandados pelo almirante Michiel de Ruyter, quando capturaram uma parte da ilha de São Tomé e ergueram um pequeno forte, sendo rapidamente expulsos pelos portugueses.

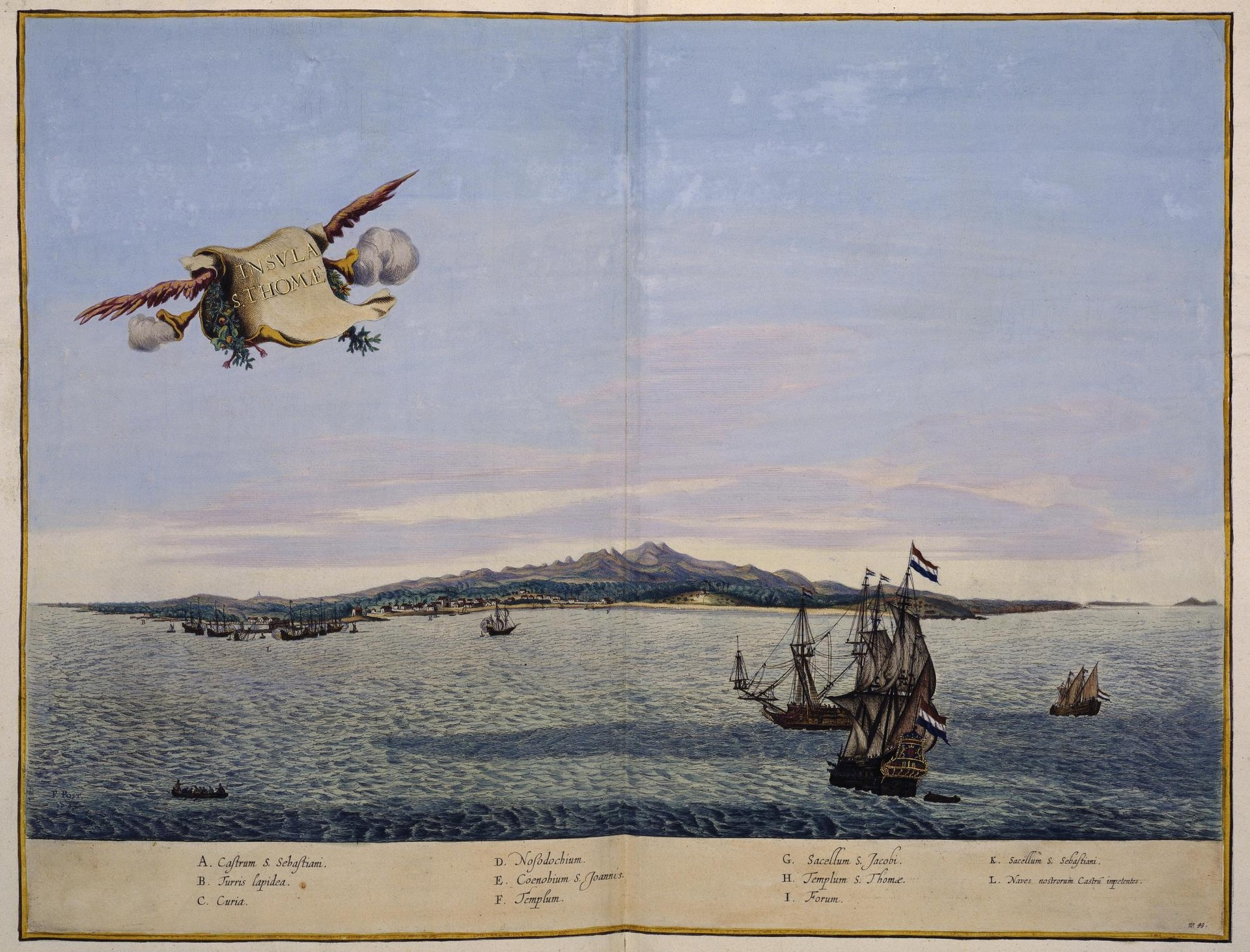
Conquista de São Tomé por Cornelis Jol, 1641

A agricultura só foi estimulada no arquipélago no século XIX, com o cultivo de cacau e café. Durante estes dois séculos, chamados de O ciclo do Cacau, criaram-se estruturas administrativas complexas. Elas compunham-se de vários serviços públicos, tendo a sua frente um chefe de serviço. As decisões tomadas por este tinham de ser sancionadas pelo Governador da Colónia, que para legislar, auxiliava-se de um Conselho de Governo e de uma Assembleia Legislativa.
Durante muito tempo o governador foi o comandante-chefe das forças armadas, até que, com a luta armada nos outros territórios sob o seu domínio, se criou um Comando Independente. Fora da sua alçada encontrava-se a Direção-Geral de Segurança (DGS). O Governador deslocava-se periodicamente a Lisboa, para informar o governo colonial e dele trazer instruções.
Na ilha do Príncipe, em representação do Governo havia o administrador do Concelho com largas atribuições. A colónia estava dividida em dois concelhos, o de São Tomé, o do Príncipe, e em várias freguesias.
No final da década de 1950, quando outras nações emergentes do continente africano exigiram sua independência, um pequeno grupo de são-tomenses formou o Movimento para a Libertação de São Tomé e Príncipe (MLSTP) — de cunho nacionalista, com viés marxista e oposicionista ao domínio português — que acabou estabelecendo a sua base no Gabão. Ganhando impulso na década de 1960, os acontecimentos ocorreram rapidamente após a queda da ditadura de Marcello Caetano em Portugal em abril de 1974. Assim, em 1975, após cerca de 500 anos de notável controle de Portugal, o arquipélago é descolonizado.

### Trabalho nas roças de São Tomé e Príncipe
O trabalho forçado esteve profundamente ligado à economia colonial portuguesa na África. Ele durou quase cinco séculos, desde o início da colonização, por volta de 1440, com o Tráfico de escravos e a escravidão, até o trabalho por contrato, umas das últimas formas de trabalho forçado, extinto com as Independências na década de 1970. Todas essas práticas tinham como objetivo principal atender às demandas do mercado mundial por mercadorias tropicais ou metais preciosos.

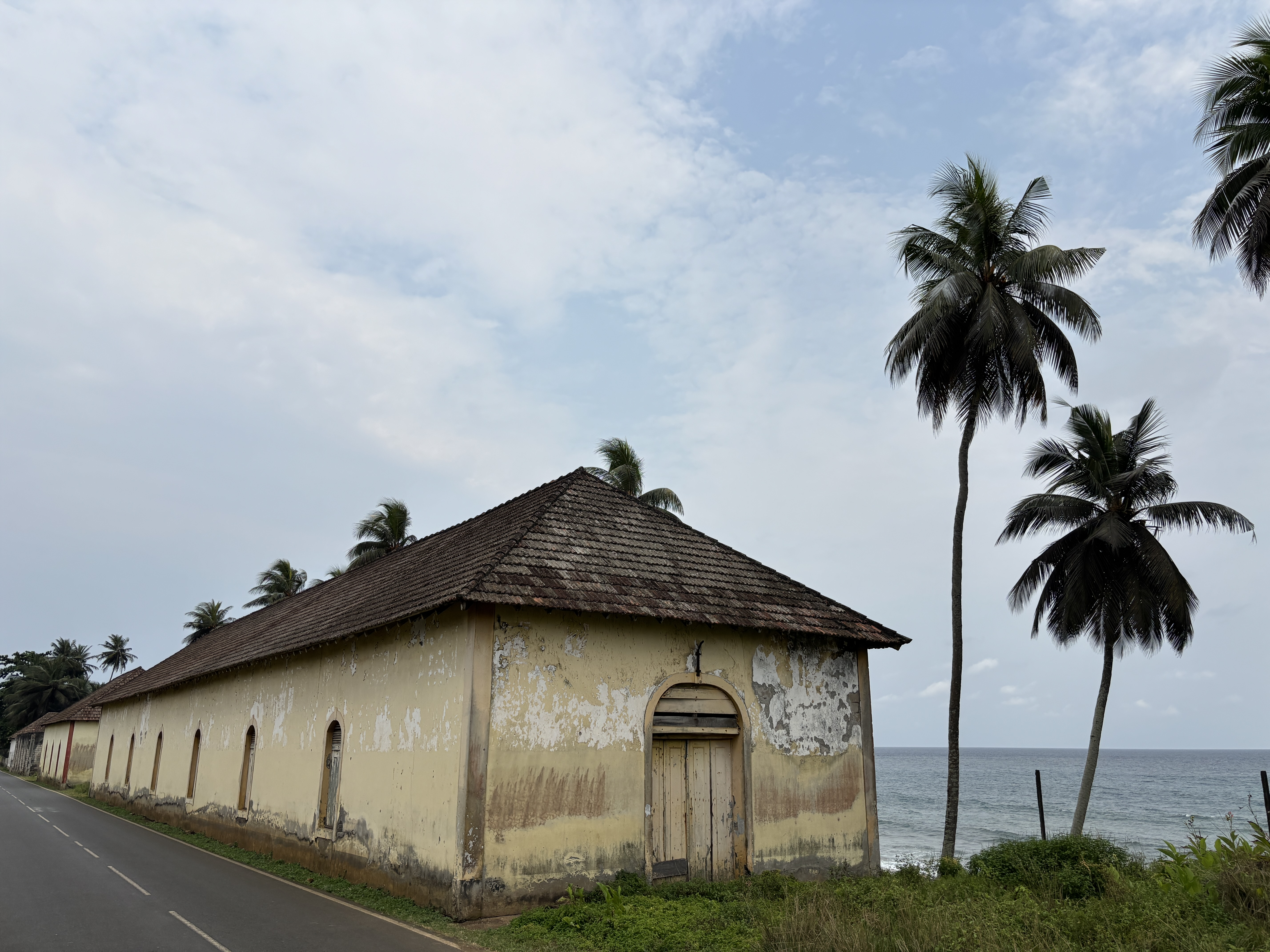
Armazém (porto) da Roça Água-Izé

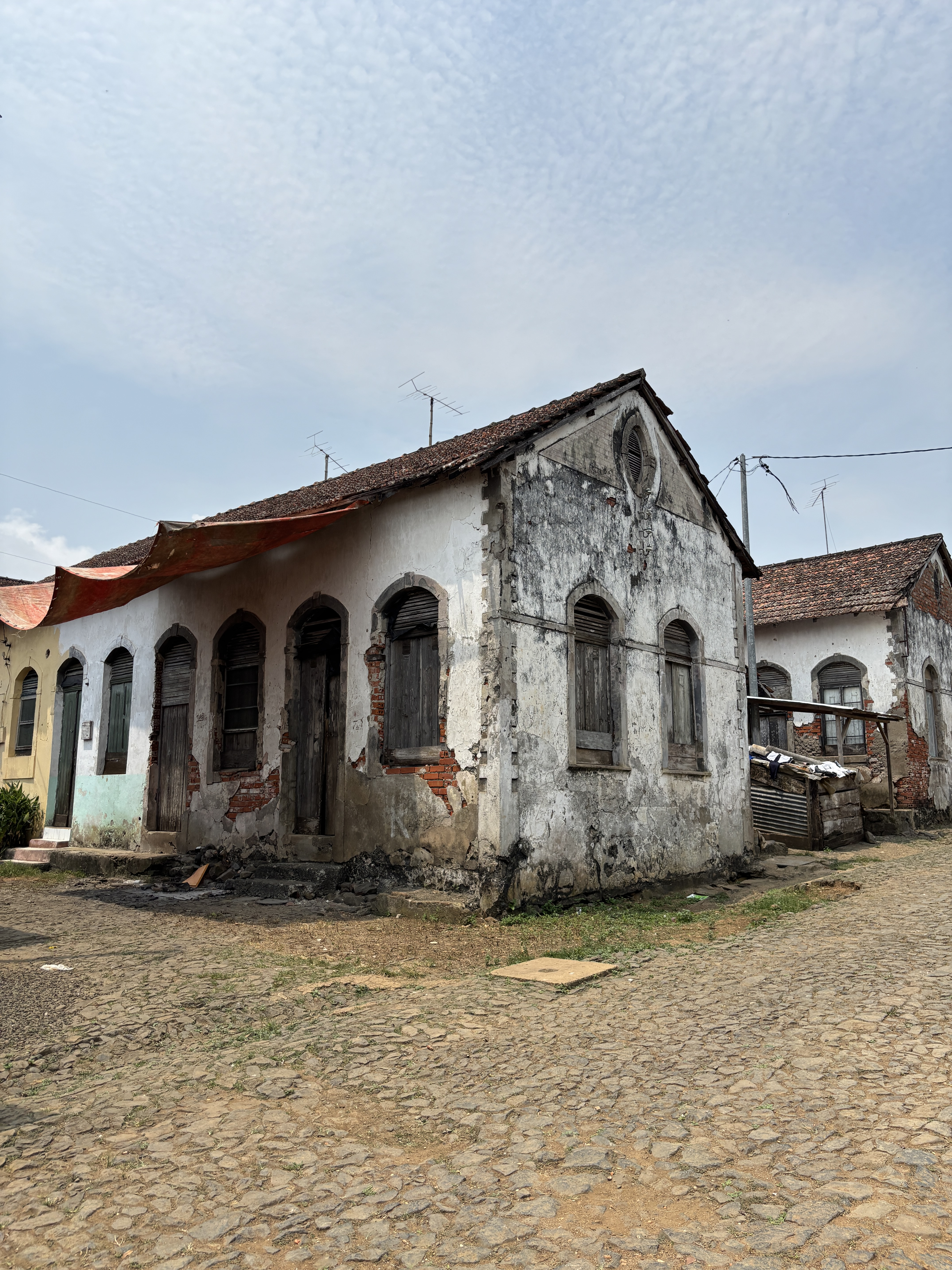
Sanzala da Roça Água-Izé

O trabalho forçado foi utilizado pelas metrópoles europeias para produzir mercadorias como açúcar, cacau, algodão e minérios para o mercado europeu. No entanto, como algumas colônias eram escassas em mão de obra disponível, a contratação voluntária de trabalhadores era inviável. Assim, o Estado português, por meio de suas as autoridades coloniais, recorria à força para obrigar as populações a trabalhar em minas ou plantações.
No contexto da colonização portuguesa, destacaram-se duas formas principais de trabalho forçado. A primeira era o contrato forçado, no qual as pessoas eram "contratadas" sob forte pressão e vigilância das autoridades, como ocorreu nas plantações de cacau em São Tomé e Príncipe. A segunda era o imposto obrigatório: os colonizados eram obrigados a pagar tributos elevados e, para conseguir quitá-los, eram forçados a trabalhar no cultivo de algodão em Moçambique. As colheitas eram, posteriormente, vendidas ao próprio governo.
A adoção do trabalho forçado se deveu, em grande parte, aos altos custos de implementação de uma economia colonial baseada apenas em investimentos europeus. O Estado colonial necessitava de trabalhadores, mas as sociedades locais não possuíam uma tradição de trabalho assalariado, como na Europa. A pressão por lucros rápidos levava os administradores coloniais a recorrerem a métodos de coerção para forçar a população a trabalhar.

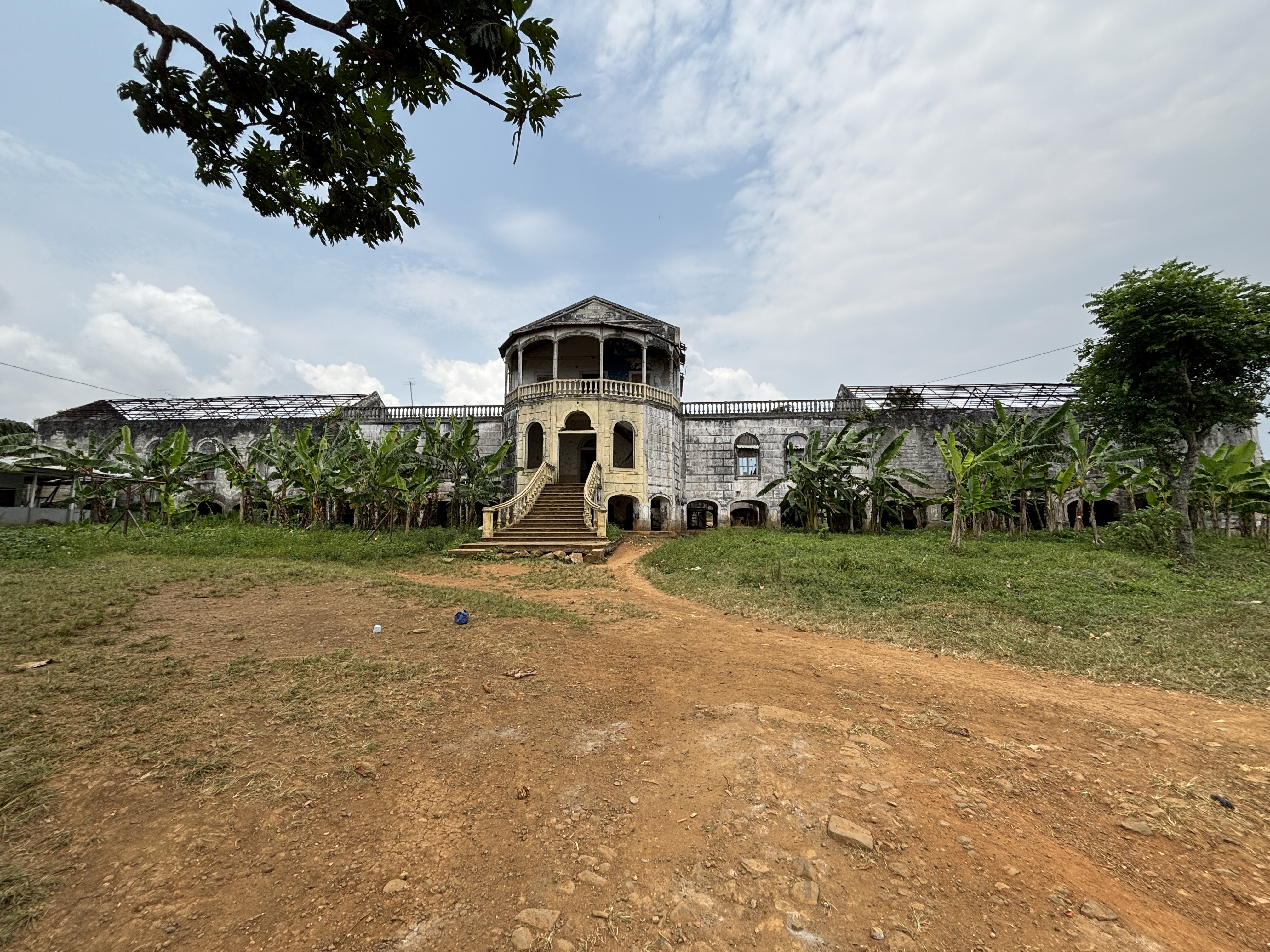
2º hospital da Roça Água-Izé

Mesmo após a abolição formal da escravidão, a realidade de milhares de pessoas pouco mudou. Novas formas de trabalho forçado surgiram, agora camufladas sob discursos que falavam em "educar" ou "civilizar" as populações locais. Na prática, porém, a violência e a exploração continuaram presentes. A justificativa mudou: substituíram-se as correntes e os leilões pela promessa vazia de progresso e modernidade. Por trás dessas palavras, a dor e a opressão seguiram moldando o destino daqueles considerados "inferiores" pelos colonizadores. Os contratos garantiam direitos e deveres, porém nenhum era aplicado pelos patrões, tal situação se manteve por longos anos, pois, os patrões não tinham que prestar contas ao governo, quem governava em São Tomé eram os patrões das roças.
O trabalho forçado foi utilizado pelos países colonizadores para garantir a produção e os lucros das colônias, mas às custas do sofrimento e da destruição de inúmeras sociedades locais.

### Independência e pós-1975

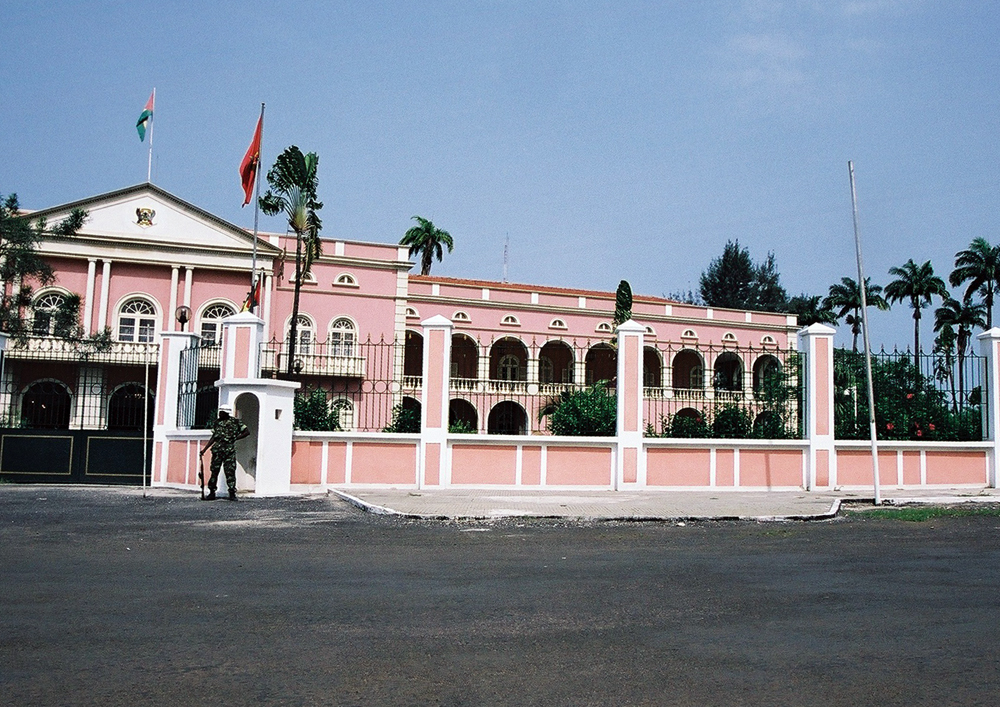
O palácio presidencial de São Tomé e Príncipe

Após a independência, foi implantado um regime socialista de partido único e as plantações são nacionalizadas sob a alçada do MLSTP. Dez anos após a independência (1985), inicia-se a abertura económica do país. Em 1990, adota-se uma nova constituição, que institui o pluripartidarismo.
Em 1991, durante suas primeiras eleições legislativas livres, o Partido de Convergência Democrática — Grupo de Reflexão (PCD-GR) sagrou-se vencedor do processo eletivo, conquistando a maioria das cadeiras do parlamento são-tomense. A eleição para presidente contou com a participação de Miguel Trovoada, ex-primeiro-ministro do país que estava exilado desde 1978. Sem adversários, Trovoada foi eleito para o cargo. Em 1995 foi instituído um governo local na ilha do Príncipe, com a participação de cinco membros. Nas eleições parlamentares de 1998, o MLSTP incorpora no seu nome PSD (Partido Social Democrata) e conquista a maioria no Parlamento, o que tornou possível ao partido indicar o primeiro-ministro. Ao longo da democratização do país, quatro tentativas de golpe não violentas foram registadas em 1995, 1998, 2003 e 2009. Todas fracassaram.
Em 2001, Fradique de Menezes tornou-se presidente e prometeu mais colaboração com o parlamento. Em 2003 resistiu a uma tentativa de golpe.

## Geografia

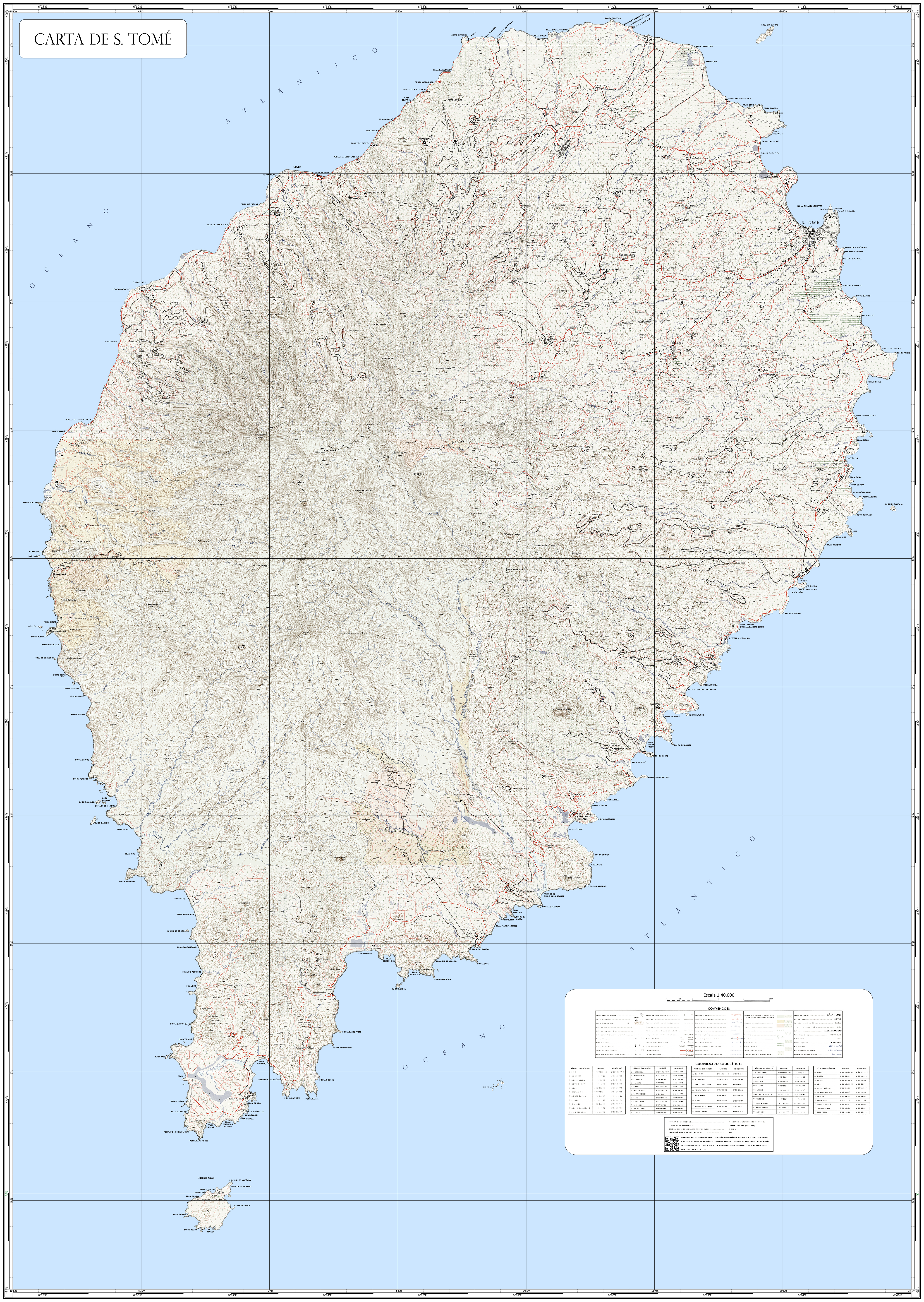
Carta topográfica da ilha de São Tomé

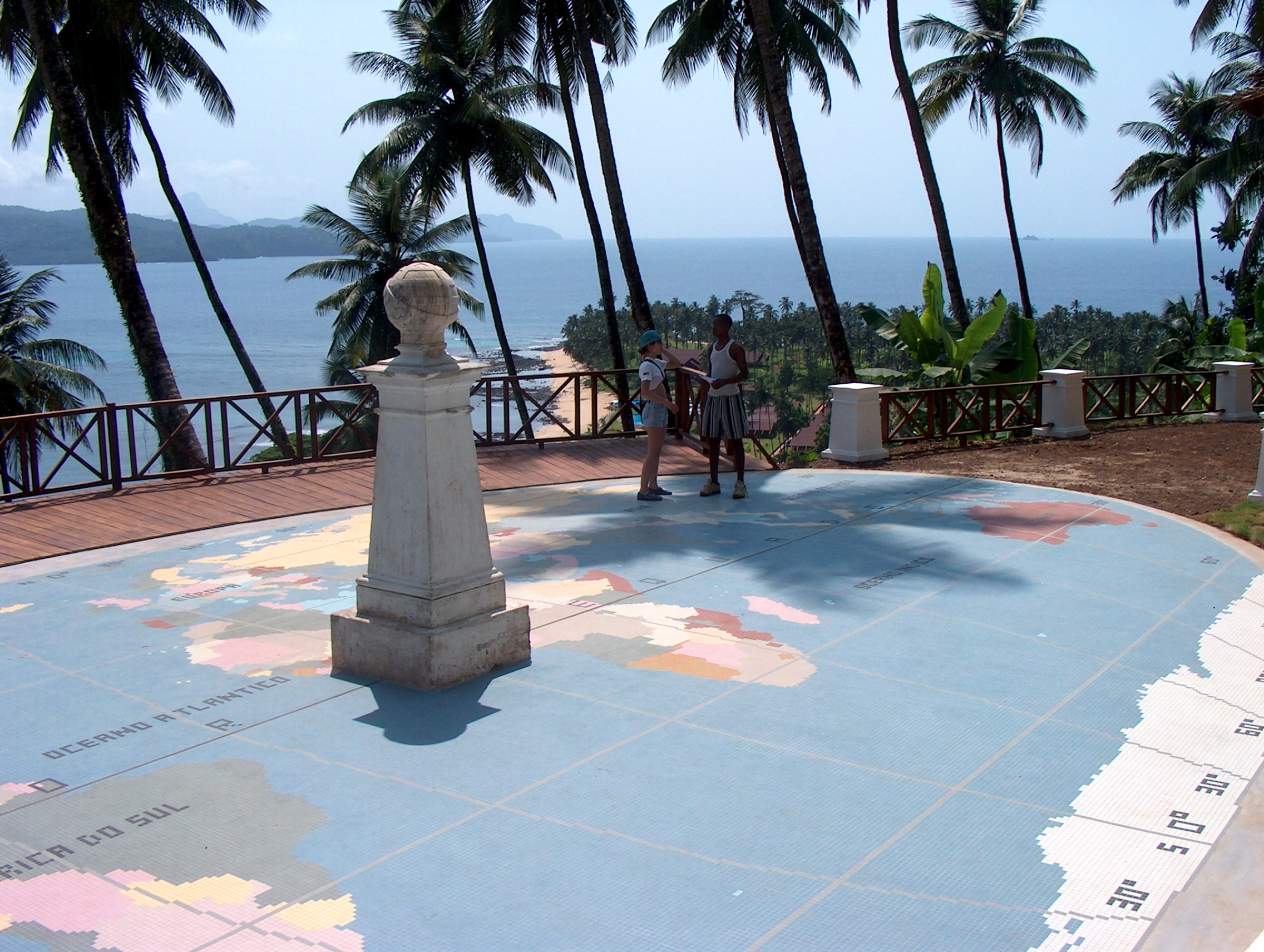
Marco da linha do equador, no Ilhéu das Rolas

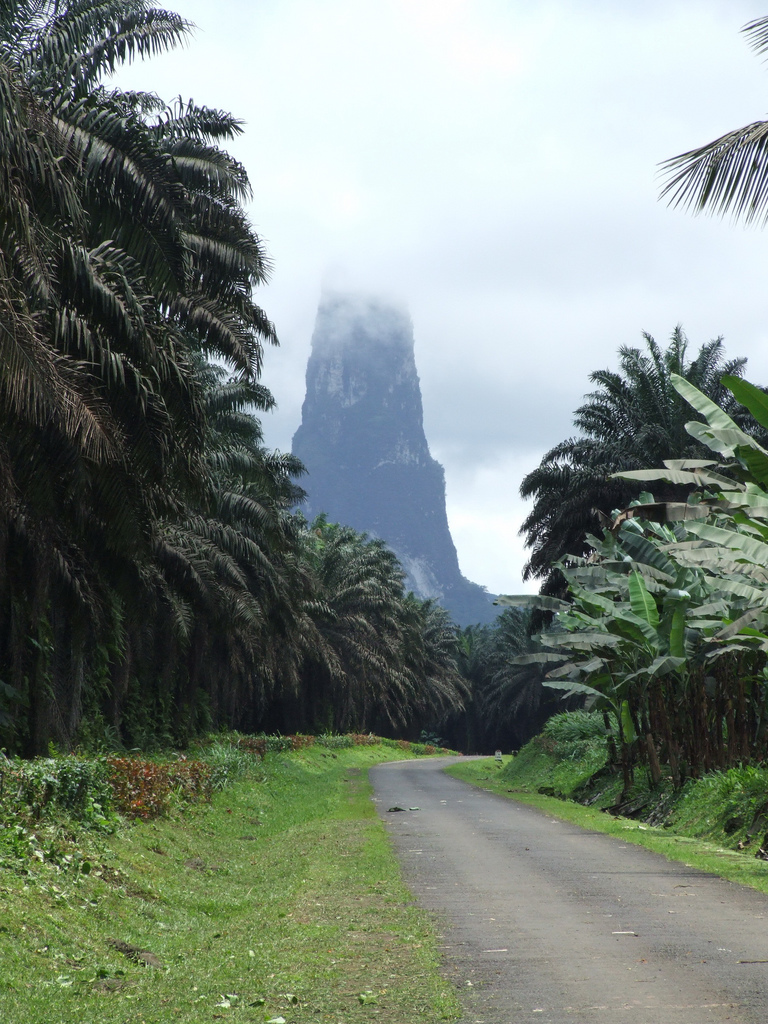
Pico Cão Grande

As ilhas que formam São Tomé e Príncipe estão situadas no Golfo da Guiné à altura da linha do equador, a cerca de 250 km da costa noroeste do Gabão. São Tomé e Príncipe é uma continuação da linha vulcânica dos Camarões na África continental. Uma cadeia de ilhas estende-se desde o Monte Camarões, no continente, até ao mar, no sentido sudoeste, até Bioko, passando por Príncipe, São Tomé e Ano-Bom. Príncipe e São Tomé são ilhas oceânicas, isto é, vulcões que se erguem abruptamente do fundo do mar e rodeados por mares profundos. As ilhas foram formadas de meados ao final do período terciário. Príncipe tem 31 milhões de anos, enquanto São Tomé tem 15,7 milhões de anos.
A zona económica exclusiva do país faz fronteira com a Guiné Equatorial e o Gabão. No noroeste, ela se sobrepõe à da Nigéria. Em 2001, os dois países firmaram um acordo sobre uma zona de manejo comum para a exploração de recursos na área.
As ilhas são íngremes, com uma pequena zona de planícies. No sul e no oeste há altas montanhas de origem vulcânica, enquanto a paisagem no extremo norte é caracterizada por baixo relevo. As montanhas estão fortemente erodidas. O solo, com basalto e fonólito, é relativamente fértil. O Pico Cão Grande é um grande pico vulcânico, a sul de São Tomé. Tem uma elevação de mais de 300 m acima da planície circundante e 663 m acima do nível do mar.
São Tomé tem 50 km de comprimento e 30 km de largura, sendo a mais montanhosa das duas ilhas principais do arquipélago. Seus picos atingem 2 024 m — Pico de São Tomé. Príncipe tem cerca de 30 km de comprimento e 6 km de largura. Seus picos atingem 948 m — Pico de Príncipe. O Equador fica imediatamente a sul da ilha de São Tomé, passando sobre o ilhéu das Rolas.

### Clima
São Tomé e Príncipe tem um clima do tipo equatorial, quente e húmido, com temperaturas médias anuais que variam entre os 22 °C e os 30 °C. É um país com uma multiplicidade de microclimas, definidos, principalmente, em função da pluviosidade, da temperatura e da localização. A temperatura varia em função da altitude e do relevo.
Devido às montanhas e ao vento sudoeste, a maioria das precipitações cai ao sul e sudoeste das ilhas. Ao norte de São Tomé, o clima é mais seco, com paisagem de savana. Em São Tomé, 1 000 mm de precipitação cai no nordeste e 4 000 mm no sudoeste.
As estações são controladas pela variação na zona de convergência intertropical. Há duas estações chuvosas que coincidem com o equinócio em março e setembro. Entre eles estão os meses de vento de maio a agosto e os meses de maior calor de dezembro a fevereiro. A estação seca é mais perceptível no norte e leste e no sudoeste pode estar ausente por alguns anos.
O padrão de ocupação afetou o clima e a vegetação. Isso aconteceu apenas quando as plantações de açúcar foram plantadas e a floresta ao norte da ilha foi limpa. Aqui, as áreas foram secas para que apenas grama e baobá cresçam.

### Meio ambiente e biodiversidade
O território do país faz parte da ecorregião de florestas húmidas de várzea de São Tomé, Príncipe e Annobón. São Tomé e Príncipe possui uma pontuação média no Índice de Integridade da Paisagem Florestal de 6,64, em um total de dez pontos, classificando-o em 68º lugar globalmente entre 172 países.
São Tomé e Príncipe não tem um grande número de mamíferos nativos (embora o musaranho-de-São Tomé e várias espécies de morcegos sejam endêmicas). As ilhas abrigam um grande número de pássaros e plantas endémicas, incluindo o menor íbis do mundo (o íbis de São Tomé), o maior pássaro solar do mundo (o pássaro gigante), o raro fiscal de Newton (ou fiscal de São Tomé) e várias espécies gigantes de Begônia. São Tomé e Príncipe é um importante local de nidificação de tartarugas marinhas, incluindo as tartarugas-de-pente.

## Demografia

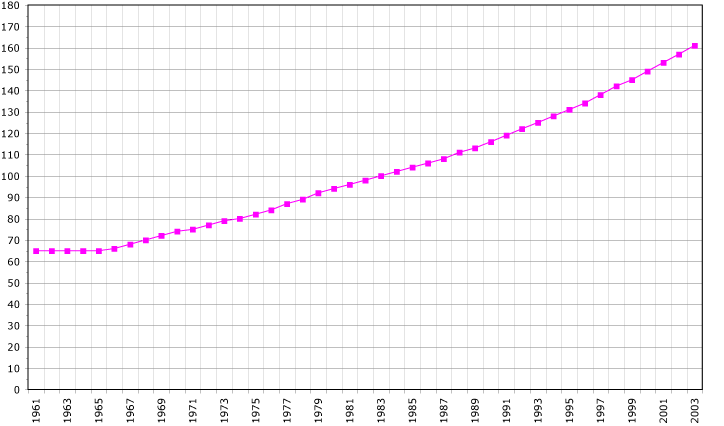
Evolução demográfica de São Tomé e Príncipe

Do total da população de São Tomé e Príncipe, cerca de 180 mil vivem na ilha de São Tomé e sete mil e quinhentos na ilha do Príncipe. Todos eles descendem de vários grupos étnicos que emigraram para as ilhas.
As ilhas são uma antiga colónia portuguesa. Na década de 1970 houve dois fluxos populacionais significativos — o êxodo da maior parte dos 4 000 residentes portugueses e o influxo de várias centenas de refugiados são-tomenses vindos de Angola. Os ilhéus foram na sua maior parte absorvidos por uma cultura comum luso-africana. Quase todos pertencem às igrejas Católica Romana, Evangélica, Nazarena, Congregação Cristã ou Adventista do Sétimo Dia, que, por sua vez, mantém laços estreitos com as igrejas em Portugal.[carece de fontes?]
- População urbana — 65,1%[35]
- População rural — 34,9%

### Línguas
O português é a língua oficial e de facto nacional de São Tomé e Príncipe, sendo falada por cerca de 98,4% da população do país, uma parte significativa dela como sua língua materna. Variantes reestruturadas de português ou crioulos portugueses também são falados como o forro, o crioulo cabo-verdiano (8,5%), o angolar (6,6%) e o lunguié (1%). O francês (6,8%) e inglês (4,9%) são as línguas estrangeiras ensinadas nas escolas.

### Religião
| Religião em São Tomé e Príncipe | Religião em São Tomé e Príncipe | Religião em São Tomé e Príncipe | Religião em São Tomé e Príncipe | Religião em São Tomé e Príncipe |
| ------------------------------- | ------------------------------- | ------------------------------- | ------------------------------- | ------------------------------- |
| Religião                        |                                 |                                 | % aprox.                        |                                 |
| Católicos                       | Católicos                       |                                 | 70%                             | 70%                             |
| Evangélicos                     | Evangélicos                     |                                 | 3%                              | 3%                              |
| Outras (Cristãs)                | Outras (Cristãs)                |                                 | 4%                              | 4%                              |
| Outras (não Cristãs)            | Outras (não Cristãs)            |                                 | 3%                              | 3%                              |
| Não religiosos                  | Não religiosos                  |                                 | 19%                             | 19%                             |

As manifestações religiosas são imensamente complexas. Elas têm origem nos mais variados credos, pois se atendermos à gama de indivíduos de várias origens, facilmente se encontra a explicação deste facto.
De acordo com o CIA - The World Factbook a população de São Tomé e Príncipe dividia-se, aquando dos censos de 2001, de acordo com as suas filiações religiosas da seguinte forma: 77,5% de Cristãos, (na sua maioria católicos — 70,3%), 3,1% seguem outras religiões e 19,4% são não religiosos.

## Política
São Tomé e Príncipe é uma república semipresidencialista democracia representativa, o presidente é o chefe de Estado e o primeiro-ministro é o chefe de governo.
A Constituição de 2003 é a principal lei do país, tendo sido adotada pela Lei n.º 1/03, de 29 de janeiro de 2003. Outras normas jurídicas importantes do país são a Lei nº 8/1991 (Lei Base do Sistema Judiciário), a Lei nº 10/1991 (Estatuto dos Magistrados Judiciais), a Lei nº. 5/1997 (Estatuto da Função Pública).
Partidos Políticos
- MLSTP–PSD: Movimento de Libertação de São Tomé e Príncipe — Partido Social Democrata
- ADI: Acção Democrática Independente
- PCD–GR: Partido de Convergência Democrática — Grupo de Reflexão
- MDFM: Movimento Democrático Força de Mudança (Partido criado por Fradique de Menezes)
- Outros partidos sem representação parlamentar

Poder Legislativo
- Unicameral — Assembleia Nacional, com 55 membros
- Constituição: 2003

## Subdivisões
São Tomé e Príncipe é um país constituído por duas ilhas principais e alguns ilhéus menores, e está administrativamente dividida em sete distritos. Em 2004, São Tomé e Príncipe contava com 139 000 habitantes e em 2012 com 178 739 habitantes.
A Ilha de São Tomé, cuja capital é a cidade de São Tomé, tem uma população estimada em 133 600 habitantes (2004), numa área de 859 km².
A Ilha do Príncipe, cuja capital é Santo António, é a ilha menor, com uma área de 142 km² e uma população estimada em 5 400 habitantes (2004). Desde 29 de Abril de 1995 que a ilha do Príncipe constitui uma região autónoma.
O Ilhéu das Rolas fica a poucos metros a sul da ilha de São Tomé e tem a particularidade de ser atravessado pela linha do Equador.
Apesar de estar consagrado na Constituição que os distritos devam ser governados por órgãos autárquicos eleitos, até ao momento realizaram-se poucas destas eleições em São Tomé e Príncipe, com regularidades de intervalo críticas.
| \| \| Distritos de São Tomé e Príncipe \|                                                   |                                  |
| Ilha de São Tomé : Água Grande (1) Cantagalo (2) Caué (3) Lembá (4) Lobata (5) Mé-Zóchi (6) | Ilha do Príncipe Pagué (7)       |
|                                                                                             | Distritos de São Tomé e Príncipe |

## Economia

Principais produtos de exportação de São Tomé e Príncipe em 2019

São Tomé e Príncipe tem apostado no turismo para o seu desenvolvimento, mas a recente descoberta de jazidas de petróleo nas suas águas abriu novas oportunidades. A atividade pesqueira continua a ser uma das principais atividades económicas do país. O país continua também a manter estreitas relações bilaterais com Portugal. Em 2017, as exportações de São Tomé e Príncipe equivaleram a 16 milhões de dólares e as importações a 140 milhões de dólares.
As principais exportações de São Tomé e Príncipe são sementes de cacau (60% das exportações), petróleo (10% das exportações) e exportações de mobília, algodão e papel também são importantes (abaixo de 5%, cada). As principais importações são de carros e motores elétricos. Os maiores parceiros em termos de exportação, são a Polónia, Espanha, Holanda e Guiana.
O maior parceiro em termos de importações de São Tomé e Príncipe é Portugal, 56% das importações provêm de Portugal. Outros parceiros em termos económicos, são a China, Nigéria, França e Estados Unidos.

## Infraestrutura

### Educação
A nível superior existem neste momento as seguintes instituições:
- Universidade de São Tomé e Príncipe;[41]
- Instituto Universitário de Contabilidade, Administração e Informática (IUCAI);
- Universidade Lusíada.

A última é dependência da universidade privada portuguesa do mesmo nome.

### Saúde
São Tomé e Príncipe sofre uma taxa de mortalidade infantil bastante elevada (27% segundo a OMS, em 2015)e possui uma incidência muito significativa de doenças infecciosas e carências nutricionais nas causas de morte.
A rede sanitária do país possui uma boa cobertura. Esta é constituída por postos comunitários geridos pelos agentes de saúde comunitária, postos de saúde a cargo de enfermeiro e centros de saúde dirigidos por médicos, com alguns serviços diferenciados inclusive com hospitalização. O único hospital de referência denomina-se Hospital Dr. Ayres de Menezes, na capital, apresentando algumas deficiências nos cuidados de saúde prestados. Os serviços de saúde possuem unidades de internamento distritais em Caué (construída com o apoio da ONG portuguesa AMI), Lembá e na ilha do Príncipe e, ainda, centros de saúde nos restantes distritos. Os tratamentos mais diferenciados são encaminhados para o Gabão ou para Portugal.
Graças a fortes investimentos, em cooperação com a Organização Mundial de Saúde, entre 2000 e 2015 o paludismo, a doença mais mortal do mundo, não vitimou qualquer cidadão em São Tomé e Príncipe. Em consequência deste progresso o país recebeu três Prémios de Excelência entregues pela Aliança dos Líderes Africanos contra a Malária, pelo cumprimento do Objetivo de Desenvolvimento do Milénio referentes à reversão da incidência da malária e de outras doenças até 2015.

## Cultura

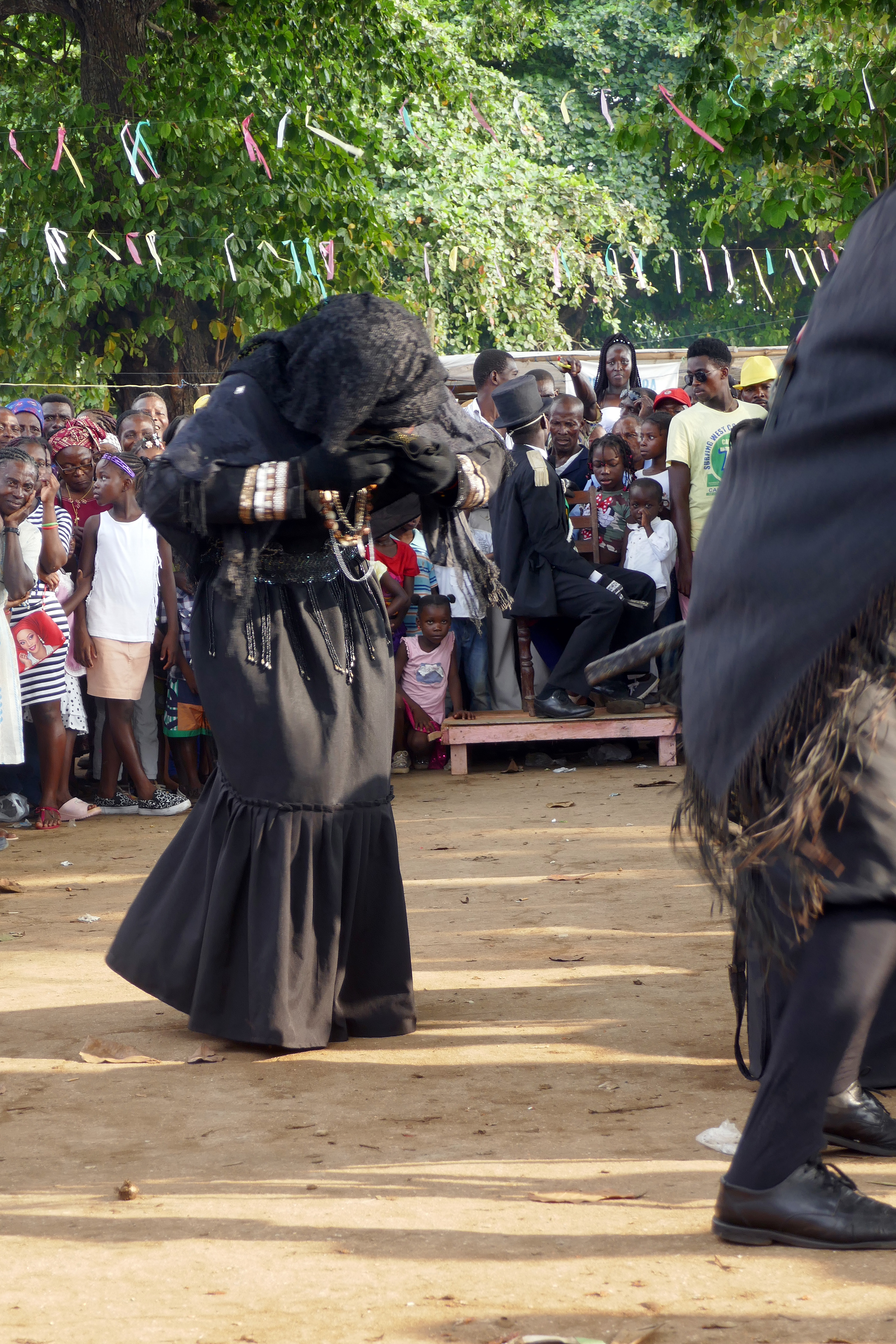
Tchiloli

No folclore santomense são de destacar a sobrevivência de dois autos renascentistas (século XVI): "A Tragédia do marquês de Mântua e do Príncipe D. Carlos Magno", denominado localmente de "Tchiloli" e o "São Lourenço" (por ser representado no dia deste santo) e que é idêntico aos "Autos de Floripes" que ainda hoje é representado na aldeia das Neves, perto de Viana do Castelo.
A Cena Lusófona editou um livro, Floripes Negra, em que Augusto Baptista, ensaísta e fotógrafo, faz um levantamento sobre as origens do "Auto da Floripes" e as suas ligações com Portugal.

## Património
Arquitetura religiosa
- Igreja de Nossa Senhora do Rosário (ilha do Príncipe)
- Sé Catedral (ilha de São Tomé)
- Igreja de Madre Deus (ilha de São Tomé)

Arquitetura militar
- Forte de Santo António (Ponta da Mina) (edificado depois de 1695 e reconstruído em 1809)
- Fortaleza de São Sebastião (que hoje alberga o Museu Nacional de São Tomé e Príncipe) (1566) (cidade de São Tomé)
- Forte de São Jerónimo (1613)
- Forte de São José (1756)

Edificações do século XX
- Cineteatro Marcelo da Veiga (cidade de São Tomé)
- Liceu Nacional (cidade de São Tomé)
- Arquivo Histórico (cidade de São Tomé)
- Mercado Municipal (cidade de São Tomé)
- Edifício da Companhia Santomense de Telecomunicações (cidade de São Tomé)
- Antigo Bairro Salazar, hoje 3 de fevereiro (cidade de São Tomé)

Património de origem portuguesa
- Esculturas de Pêro Escobar, João de Santarém e João de Paiva reunidas em frente à Fortaleza de São Sebastião
- Monumentos a Vasco da Gama e o das Comemorações Henriquinas de 1960 situados na marginal da cidade de São Tomé
- Edificações do séc XIX e XX, designadas por "Roça" implantadas um pouco por todo o território. De cariz agrícola dispunham além das áreas habitacionais, de valências industriais, saúde, educação, produção e transformação agrícola e industrial.

Património científico
- Padrão do Equador no Ilhéu das Rolas (1936)